# Vincenzo A. Sagun
Vincenzo A. Sagun ist eine philippinische Stadtgemeinde in der Provinz Zamboanga del Sur. Sie hat 23.759 Einwohner (Zensus 1. August 2015). Die Dumanquilas Bay liegt teilweise im Verwaltungsgebiet der Gemeinde.

## Baranggays
Vincenzo A. Sagun ist politisch in 14 Baranggays unterteilt.
- Ambulon
- Bui-os
- Cogon
- Danan
- Kabatan
- Kapatagan
- Limason
- Linoguayan
- Lumbal
- Lunib
- Maculay
- Maraya
- Sagucan
- Waling-waling